# Arnulf de Bouché

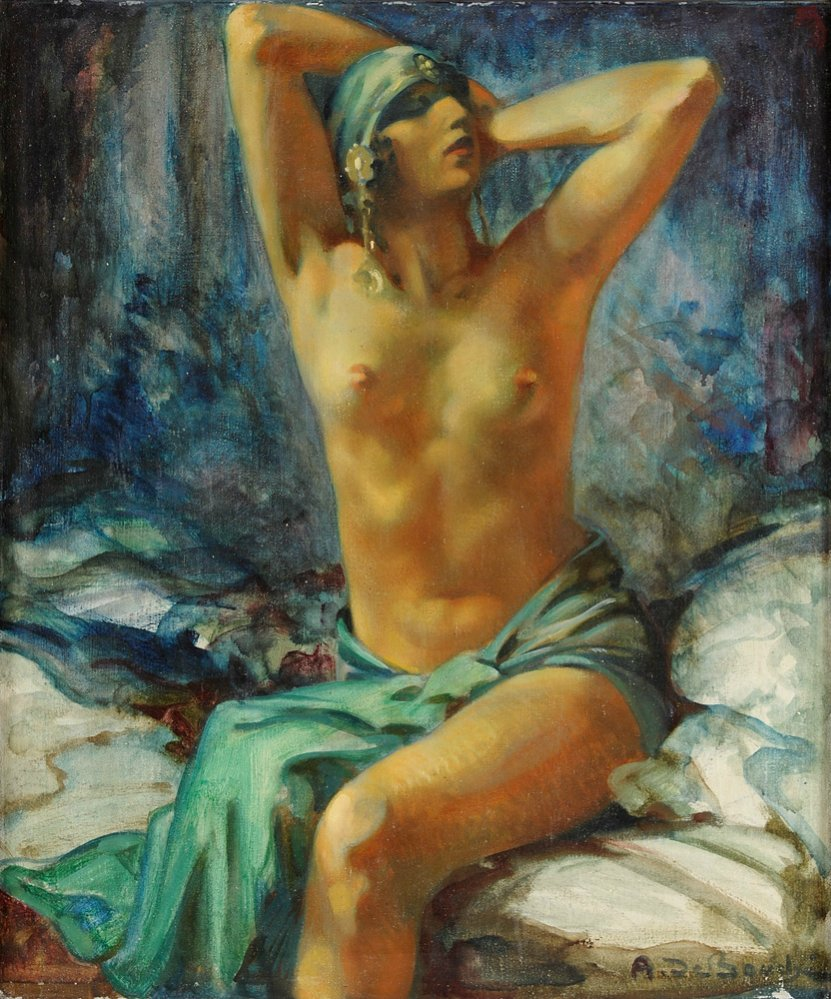
Odaliske

Arnulf de Bouché (* 6. Juli 1872 in München; † 25. März 1945 in Langkampfen) war ein deutscher Akt-, Genre- und Stilllebenmaler.
Geboren als Sohn des Glasmalers Karl de Bouché (1845–1920) erhielt er den ersten Malunterricht bei seinem Vater, studierte dann ab dem 2. November 1863 an der Königlichen Akademie der Künste in München bei Gabriel von Hackl und Paul Hoecker. Das Hauptthema seines Schaffens bildeten Frauenakte, oft im Orient-Milieu, auch die Namen der dargestellten Frauen waren vor orientaler Erotik geprägt.
Seit 1901 stellte er seine Werke im Münchner Glaspalast aus, 1914 nahm er an der Großen Berliner Kunstausstellung teil.
1934 war er auf der Ausstellung von Bildnissen des Führers in Malerei, Plastik und Zeichnung – anlässlich des Tages der Nationalen Erhebung am 30. Januar in der Dresdener Galerie Ernst Arnold vertreten, von 1938 bis 1942 auf allen Großen Deutsche Kunstausstellungen in München mit Blumenstillleben, von denen Hitler drei erwarb.
Einige seiner Werke befinden sich in den Sammlungen deutscher Museen, z. B. das Selbstporträt 1912 im Stadtmuseum Nürnberg, aber die meisten Bilder kamen in private Sammlungen.